# Înot sportiv
Înotul sportiv, competițional, sau de performanță, este un sport nautic ce constă în parcurgerea anumitor distanțe în timp cât mai scurt într-un procedeu sportiv de înot, în bazine de înot special amenajate. Activitatea competițională, este reglementată și se desfășoară sub tutela FINA (Fédération Internationale de Natation). Înotul de performanță este practicat atât de amatori cât și de sportivi profesioniști și este prezent la toate edițiile Jocurilor Olimpice Moderne.

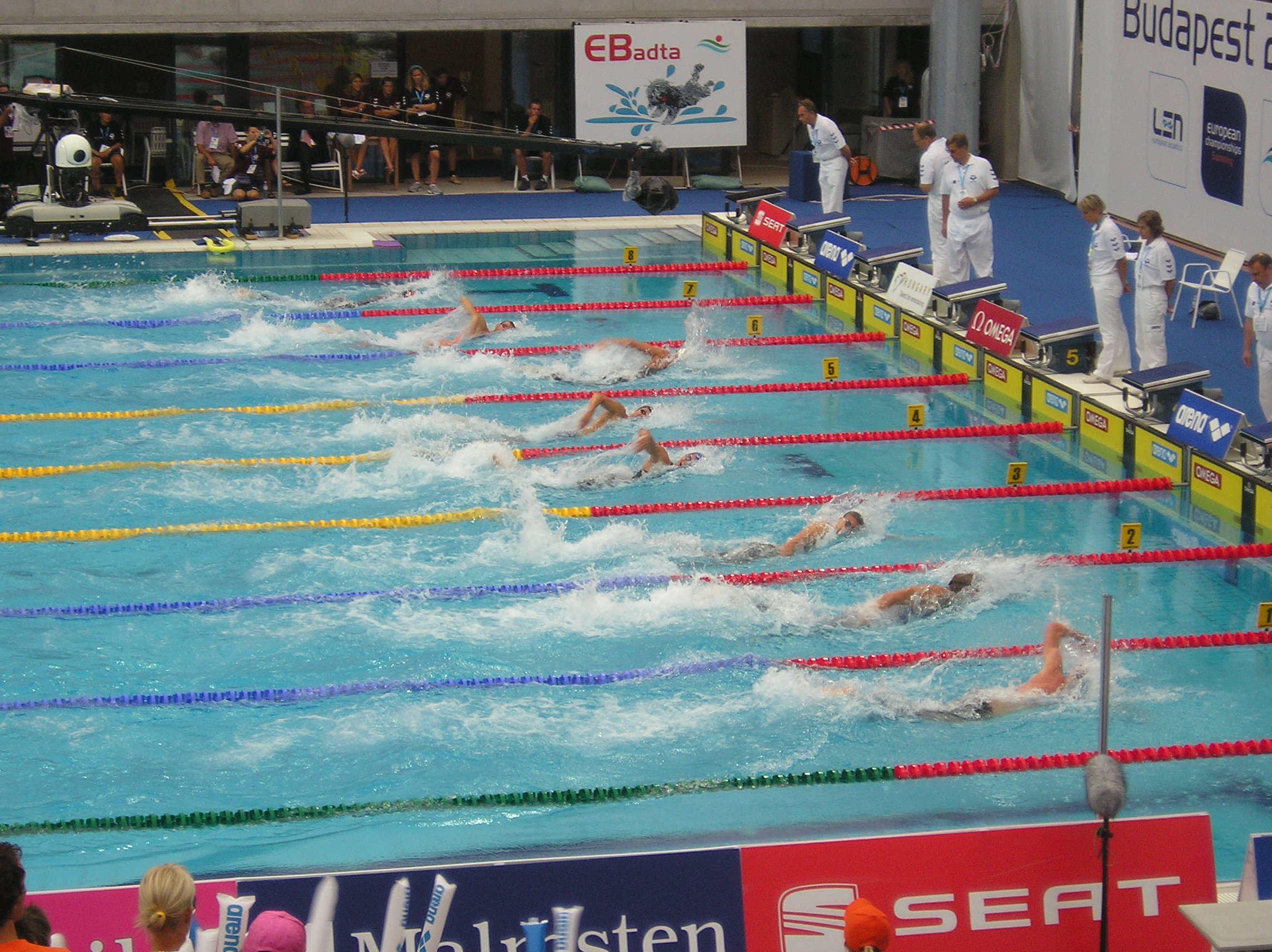
Proba de 100 m liber la un concurs de înot competițional

## Scurt istoric
Înotul sportiv de performanță începe să se răspândească aproximativ din anii 1800.
- 1837 – înotul sportiv își face apariția în Anglia, „patria înotului modern”. Este anul în care la Londra apare primul club de înot „Național Swimming Association” fondat de John Strachan. Brasul reprezintă procedeul de bază atât pentru probele de sprint cât și pentru probele de distanță. În Londra existau la acea dată 8 bazine de înot.
- 1840 – înotul a fost introdus în instituțiile de învățământ.
- 1858 – în Australia a avut loc primul Campionat Mondial de înot în cursa de 100 yarzi.
- 1869 – se constituie prima federație de înot și se organizează primele campionate naționale ale Angliei.
- 1874 – se înființează în Anglia prima federație națională de natație și apare un regulament de înot. Probele de concurs sunt: 1 milă, 100 yarzi și 500 yarzi.
- 1875 – căpitanul de marină Matthew Webb este primul om care traversează înot Canalul Mânecii.
- 1877 – se organizează primele campionate naționale ale S.U.A..
- 1878 – se înregistrează primul record mondial, James Moore în proba de 100 yarzi liber
- 1889 – s-au desfășurat la Viena primele Campionate Europene care au inclus două probe: de 60 m și 1500 m, ambele câștigate de austrieci.
- 1896 – la prima ediție a Jocurilor Olimpice moderne de la Atena, se include în program și înotul, fiind pe locul doi ca număr de probe, după atletism; întrecerile de înot s-au desfășurat în portul Pireu. Tot în acest an, pe 3 martie s-a înființat Asociația Înotătorilor Amatori – „Amateur Swimming Association”.
- 1908 – se înființează Federația Internațională de Natație pentru Amatori (F.I.N.A.), organism care reglementează desfășurarea competițiilor de înot sportiv (stabilește un regulament internațional de înot și regulile de stabilire a recordurilor).
- 1927 – se fondează „Liga Europeană de Natație” (L.E.N.), care organizează competiții de înot la nivel zonal
- 1932 – Johnny Weissmuller înoată pentru prima dată sub 1 minut în proba de 100 m.
- 1973  - Prima ediție a Campionatelor Mondiale de înot a avut loc în anul la Belgrad.[2]

### Inovații în înotul sportiv

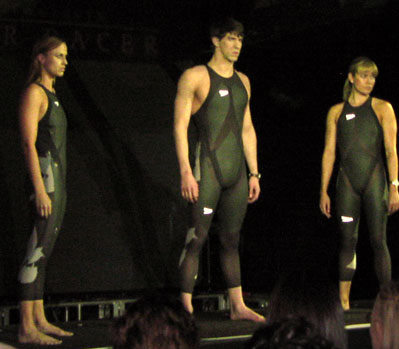
Costume de înot LZR Racer

Printre primele inovații aduse înotului sportiv au fost cele referitoare la un studiu științific al înotului început de David Armbruster, un antrenor de la Universitatea Iowa, care în 1928 a filmat înotătorii sub apă. 
La jocurile olimpice de vară din 1932 japonezii au folosit, de asemenea, fotografii subacvatice.
În anii trecuți, au apărut numeroși producători de costume de înot de performanță ale căror noi  modele special concepute, au condus la obținerea multor recorduri mondiale. În martie 2009, FINA a decis noi reguli pentru costumele de înotul de performanță. FINA a a autorizat de asemenea utilizarea noilor blocuri de start cu unghi înclinat la spate, denumite OSB11.

## Procedee
Înotul sportiv se practică sub forma a patru procedee sau stiluri de bază:
- craul sau liber
- spate sau craul pe spate
- bras
- fluture sau delfin.

### Craul

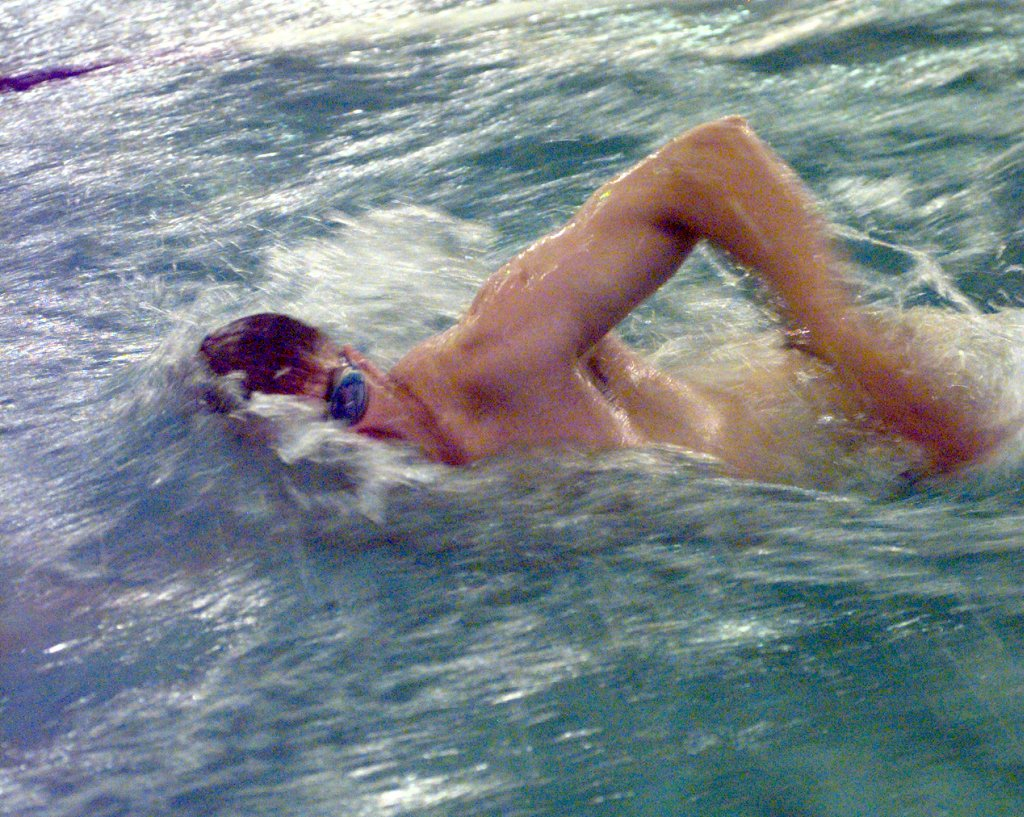
Stilul craul

Stilul craul sau liber (engleză: to crawl – a se târî) apare ca procedeu sportiv de la sfârșitul secolului al XIX-lea  când în anul 1844 la Londra, doi înotători indieni din America de Nord, demonstrau un stil total neeuropean, lovind violent apa cu brațele și bătând piciorele energic în jos.

Apariția tehnicii de înot craul este legată și de numele lui Harry Wickham din insula Rubiana (insulele Solomon din oceanul Pacific), și fratele acestuia, Alik în vârstă de 12 ani care în anul 1893 o demonstrau la Sydney.

Johnny Weissmuller este cel care a perfecționat tehnica craulului, el reușind pentru prima dată să înoate sub un minut pe distanța de 100 m. 

Cea mai scurtă probă, de 50 m liber, debutează la Campionatele Mondiale de la Madrid din anul 1986. La femei primul record mondial în proba de 50 m liber este stabilit de românca Tamara Costache.

Probele de 800 m liber femei și 1500 m liber bărbați sunt cele mai lungi probe în bazin. 

Anumite prevederi de regulament apărute pe parcursul timpului au influențat performanțele realizate de înotători: din 1957 omologarea recordurilor se face numai în bazine de 50m, din anul 1969 se acceptă numai apă dulce, iar din ianuarie 1972 întoarcerile nu mai sunt obligatorii prin atingerea peretelui cu mâna.
Procedeul craul se înoată la feminin și masculin în competiții în probele olimpice: 50 m; 100 m; 200 m; 400 m; 800 m. ; la masculin se adugă proba de 1500 m; ștafete: 4x50 m; 4x100 m; 4x200 m; ultimul schimb în ștafetele de 4x100 m mixt, precum și ultimul procedeu în probele individuale de 200 m mixt și 400 m mixt. 
Este procedeul cu cea mai mare utilizare pentru înotul utilitar (salvare de la înec, aplicații militare), curse de mare fond, triatlon, traversări de cursuri de apă etc. Pentru înotul de agrement, este unul din cele mai utilizate, mai ales datorită vitezelor pe care le poate dezvolta.

### Spate

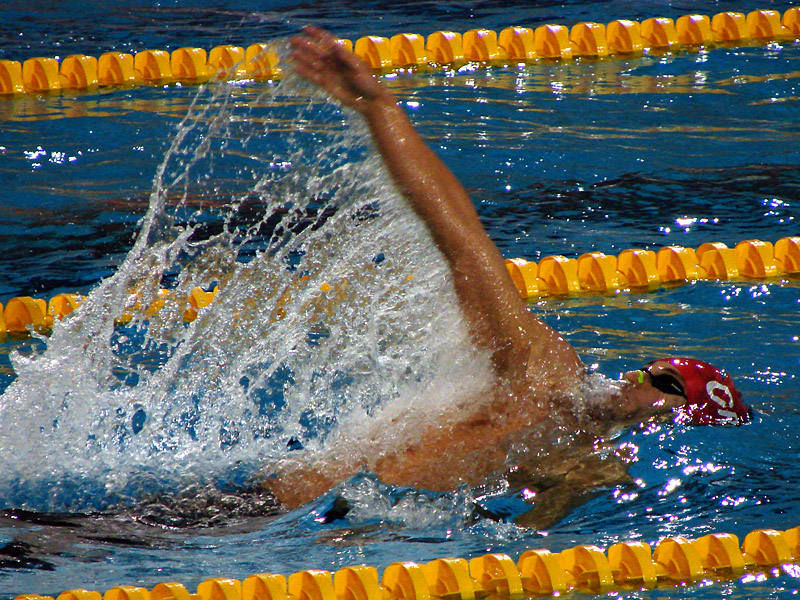
Stilul spate

Procedeul spate sau  craul pe spate a fost folosit încă în urmă cu câteva secole. Acest procedeu era destul de des utilizat de către înotători, dar aceștia foloseau o tehnică similară brasului, cu corpul în poziția pe spate (bras-spate). Ca procedeu de înot utilitar este utilizat și în prezent.

Stilul spate a fost introdus în cadrul întrecerilor de înot din programul jocurilor olimpice din 1912, de la Stockholm, de către americanul Harry Hebner care a practicat o tehnică nouă, derivată din stilul craul. În 1912 stilul spate a fost recunoscut ca probă competitivă.
Probele în procedeul spate sunt cele clasice, 100 m și 200 m, la acestea se adaugă cursele din probele de mixt individual sau ștafetă mixt.

### Bras

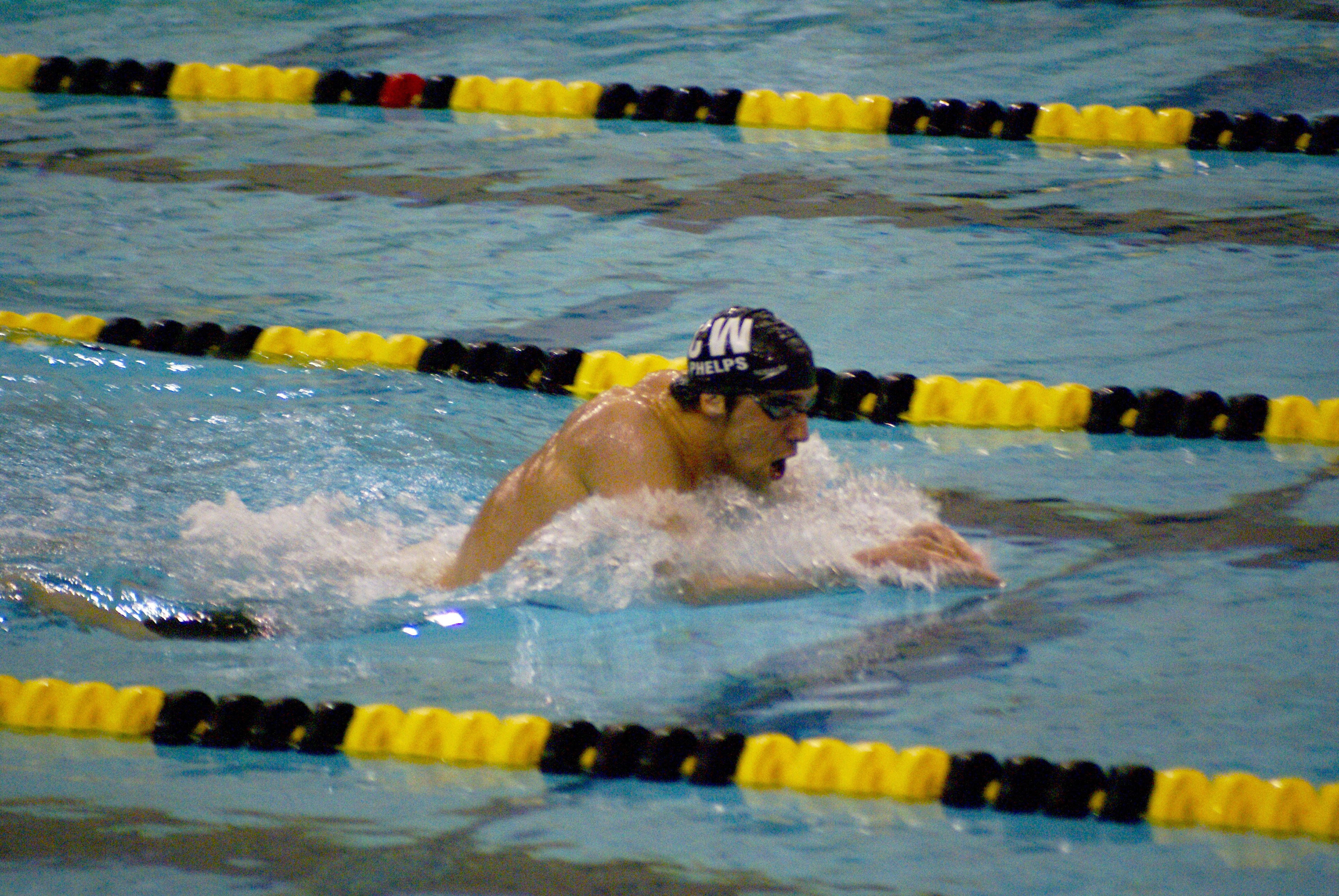
Stilul bras

Acest procedeu a fost utilizat de către înotători de foarte multă vreme, deoarece are o mare valoare aplicativă. Un papirus egiptean, datând din anul 3400 î.Hr., prezintă un desen al procedeului bras.

În prima carte de înot Înotătorul sau un dialog despre arta înotului, scrisă de Nicolaus Wynmann în anul 1538, este descris procedeul bras, care timp de sute de ani a constituit singura metodă de învățare a înotului. 

Francezul  Melchisédech Thévenot în anul 1696 în cartea sa The Art of Swimming (Arta înotului) descrie acest procedeu foarte similar brasului modern.

În secolul al XIX-lea  procedeul de bras este folosit pentru înotul pe distanțe lungi, cum ar fi cazul cursei de o milă pe râul  Tamisa.

La prima traversare organizată a Canalului Mânecii, realizată în anul 1875, s-a folosit  procedeul bras. 

Ca probă de concurs brasul a fost prezent pentru prima dată în programul jocurilor olimpice de la Paris din anul 1900, când a fost programată o probă de înot sub apă pe distanța de 60 m, probă care a fost ulterior abandonată. 

Începând cu anul 1904, probele de bras au fost introduse în programul jocurilor olimpice de la Saint Louis, ca o “specialitate europeană”. 

La olimpiada de la Londra din anul 1908, brasul este considerat ca procedeu de sine stătător, proba desfășurându-se pe distanța de 200 m. 

David Armbruster, un antrenor de la Universitatea Iowa a studiat procedeul bras, unde a observat că înotătorul era încetinit semnificativ în timp ce ducea brațele spre înainte pe sub apă. În 1934, Armbruster a perfecționat metoda, aducând brațele spre înainte pe deasupra apei. Deși această tehnică era dificilă, a adus îmbunătățiri majore în ceea ce privește viteza. 

Un an mai târziu, în 1935, Jack Sieg, un alt înotător de la Universitatea Iowa, a dezvoltat o tehnică de înot într-o parte și cu bătaia de picioare simultană asemănătoare unui pește, modificând ulterior tehnica și înotând cu fața în jos. 

Armbruster și Sieg au combinat aceste tehnici, dezvoltând o variantă a procedeului bras, numită bras-fluture.

Pe parcursul timpului, în special în secolul XX, tehnica brasului a suferit mai multe îmbunătățiri, în special referitoare la sporirea vitezei de înot, cele mai importante fiind înregistrate în cadrul școlii japoneze de înot.
La jocurile olimpice procedeul bras se înoată în probele de 100 și 200 m.; este al treilea procedeu în probele de mixt individual și al doilea schimb la ștafeta de 4x100 m mixt. La campionatele mondiale se înoată și în proba de 50 m și ștafeta de 4x50 m mixt, respectiv 100 m mixt individual. 

Este un procedeu foarte utilizat pentru înotul de agrement și deosebit de util pentru înotul în scopuri utilitare sau militar.

### Delfin

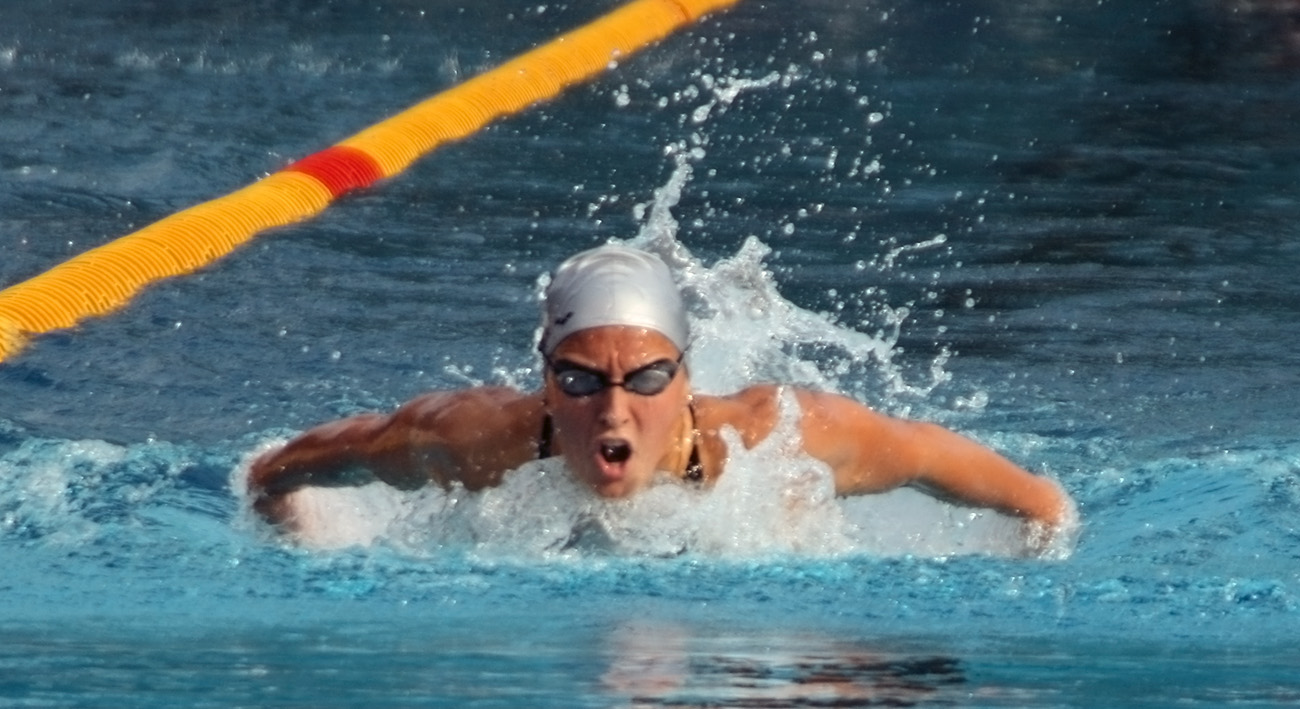
Stilul delfin

Procedeul delfin sau fluture este cel mai nou dintre procedeele sportive de înot. Se numește fluture sau delfin datorită mișcărilor fluturate, ondulatorii, ale întregului corp, mișcări asemănătoare loviturilor de coadă ale delfinului.
Inventatorul procedeului este considerat  înotătorul german Erich Rademacher  în anul 1926, care înotând bras cu picioarele, executa mișcările de fluture din brațe înainte de întoarceri și la sosire. În anul 1933, americanul Henry Myers perfecționează această tehnică.

În anul 1935 acest procedeu este recunoscut sub denumirea de bras-fluture care concurează la jocurile olimpice de la Londra din 1948 și jocurile olimpice de la Helsinki din 1952.

Primul înotător de fluture a fost maghiarul György Tumpek, care a executat lovituri delfin și cu picioarele. 

În anul 1953 FINA legiferează înotul fluture cu picioare delfin. 

La jocurile olimpice 1956 de la Melbourne toți participanții înoată delfin, iar din anul 1963, regulamentul permite doar mișcarea simultană a picioarelor în plan vertical.

Cu timpul procedeul flutur devine al doilea procedeu de viteză după stilul liber.
În programul jocurilor olimpice procedeul fluture se înoată în probele de 100 m 200 m; este primul procedeu în probele de 200 m și 400 m mixt individual și al treilea schimb la ștafeta de 4x100 m mixt. În programul campionatelor mondiale se înoată și în probele de 50 m și ștafeta de 4x50 m mixt.

## Competiții
Există un total oficial de 17 probe, în concursuri organizându-se pentru fiecare câte un concurs feminin și unul masculin. La Jocurile Olimpice de vară, se concurează în doar 13 din cele 17 probe, iar întrecerile olimpice au loc în așa zisele bazinele olimpice, care au lungimea de exact 50 m.
Probele competiționale clasice (olimpice) se organizează în cele patru procedee de înot:
- liber: 50, 100, 200, 400, 800, 1500 m
- spate: 50, 100, 200 m
- fluture: 50, 100, 200 m
- bras: 50, 100, 200 m
- probe individuale mixte: 200 și 400 m

Probe de ștafetă:
- 4 x 100 m liber; 4 x 200 m liber
- 4 x 100 m mixt.
- 4 x 50 m, 4 x 100m combinat.

În probele de ștafetă combinată participă 2 înotători de sex masculin și 2 de sex feminin și există variata atât de ștafetă combinată liber, cât și ștafetă combinată mixt.
Competițiile de înot, altele decât cele olimpice, organizează întreceri în bazin scurt, de 25 m.
În programul Jocurilor Olimpice, înotul figurează ca probă de concurs la alte două ramuri sportive, pentatlon modern (înot liber 200 m) și triatlon (înot 1.500 m).

## Regulament

### Arbitrii
La Jocurile Olimpice, Campionate mondiale și Cupe Mondiale, FINA desemnează următorul minim de oficiali: 

– 1 arbitru general 

– 4 arbitrii de parcurs  

– 2 starteri 

– 2 inspectori șefi de întoarceri, (la fiecare capăt al bazinului)

– 1 inspector de întoarceri 

– 1 secretar șef 

– 2 arbitrii de țarc 

– 1 mânuitor frânghie, pentru start greșit 

– 1 crainic 

### Bazinul

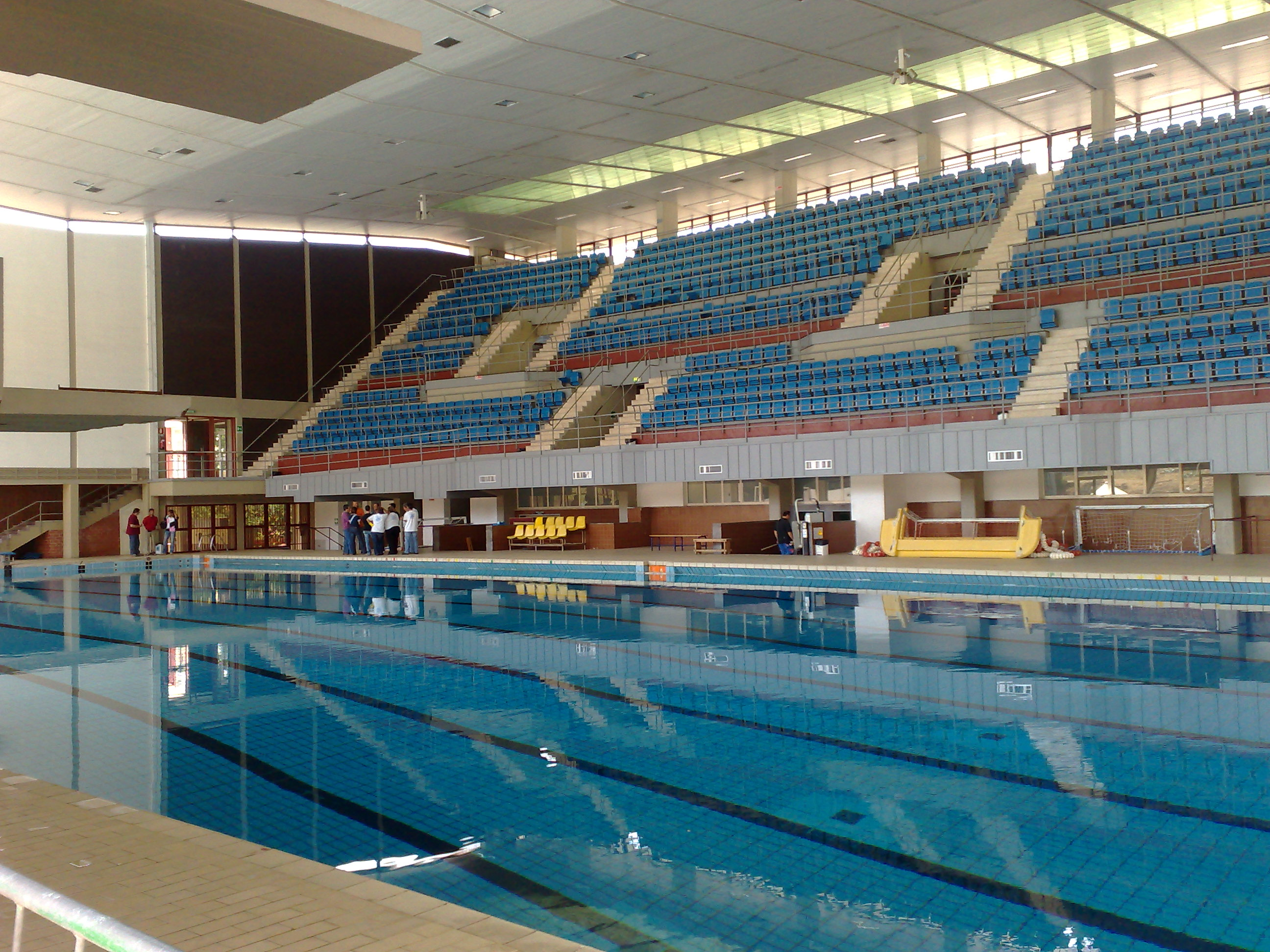
Bazin de înot acoperit de dimensiuni olimpice

Bazinele pentru înot competițional pot fi exterioare (descoperite), folosite în anotimpurile călduroase, sau acoperite, acestea având posibilitatea de utilizare atât vara cât și iarna.
Recordurile mondiale, europene și naționale se pot stabili numai în bazine construite în conformitate cu regulamentele internaționale de înot. În anul 2009 F.I.N.A. a aprobat reguli pentru 10 culoare în competițiile de înot.
Bazinele olimpice au lungimea de 50 m, lățime de 25 m, adâncimea apei pe toată lungimea distanței trebuie să fie de minimum 1,80 m. Bazinul de înot olimpic este tipul de bazin folosit la Jocurile Olimpice. Mai este denumit și „bazin lung” de înot. Bazinele de înot „scurte”, numite și bazine semi-olimpice au lungimea de 25 m.

Cele 10 culoare sunt instalate pe partea cea mai lungă a bazinului, având o lățime între ele de 2,5 m. Pe o distanță de 5 m de la fiecare capăt al bazinului, culoarea plutitoarelor trebuie să fie albă sau roșie, distinctă de restul lungimii. Culoarul de mijloc favorit (4) este marcat de culoarea galbenă. Uneori, 2 culoare, nr. 4 și 5, sunt marcate favorite, în culoarea galben. 

Fundul bazinului este marcat de benzi de culoare închisă, trasate în centrul fiecărui culoar. Lățimea lor este de 20-30 cm și se termină cu 2 m înainte de capătul bazinului. 
Bloc-startul are o înălțime minimă de 50-70 cm de la suprafața apei. Acestea trebuie să fie cu suprafețe antiderapante, având montate de o parte și de alta mânere pentru startul în procedeul de înot spate, plasate la o înălțime de 30-60 cm de la suprafața apei. Fiecare bloc-start este numerotat pe toate părțile, pentru a fi vizibil de către arbitri. Nr. 1 este numerotat în partea dreaptă a liniei de plecare, privind cu fața spre bazin. 
Echipamentul electronic trebuie montat pentru fiecare culoar în parte, cu 30 cm deasupra apei și sub suprafața apei cu 60 cm. 

Temperatura apei în bazinele din aer liber trebuie să aibă 22-25°C, iar în bazinele acoperite, 27-28°C.

## Echipament

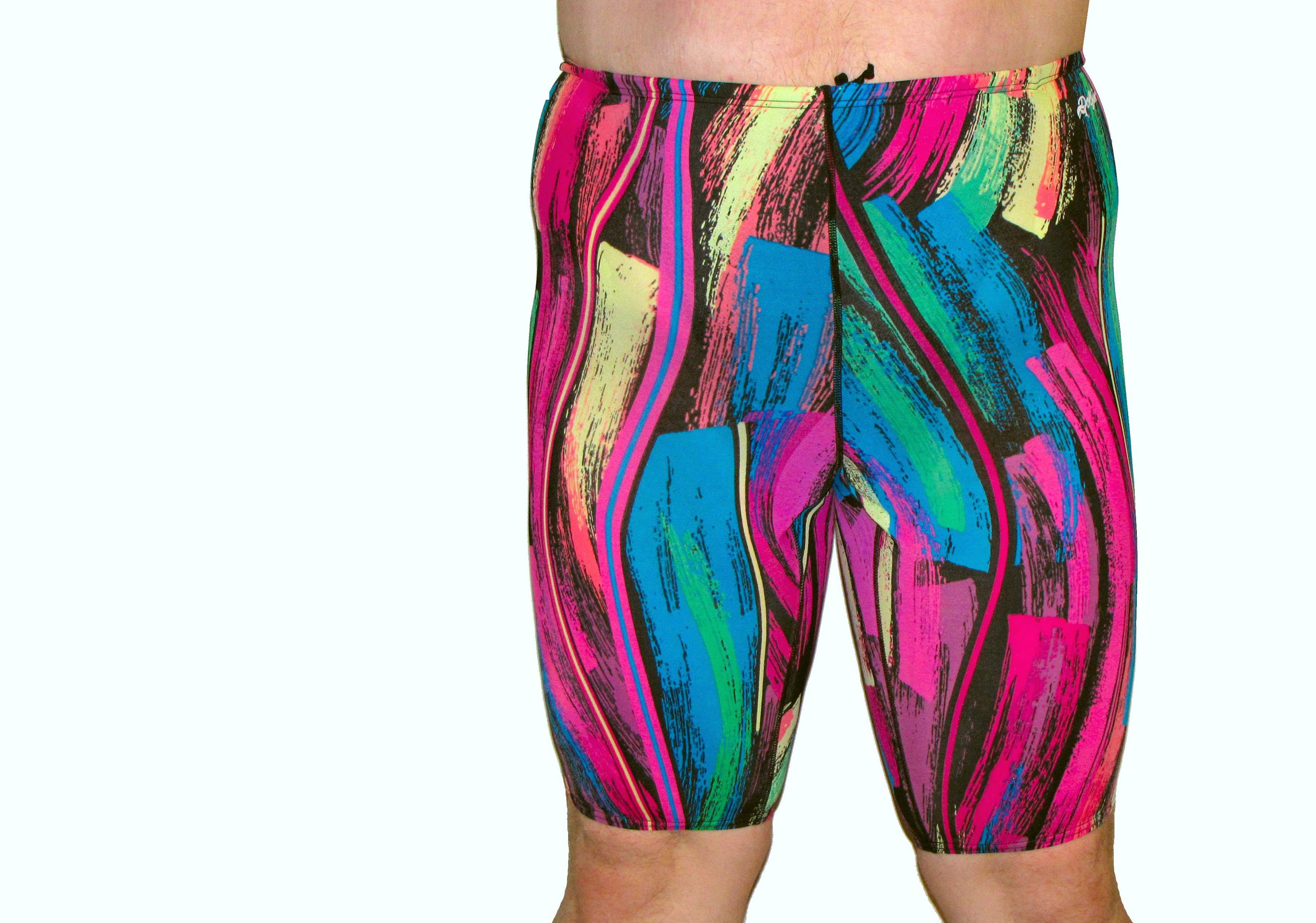
Costum de înot din poliuretan

Echipamentul de înot competițional al înotătorilor este alcătuit din ochelari de înot, cască și costum.

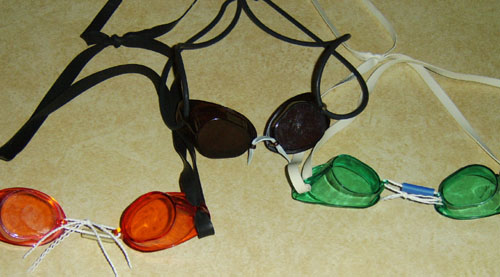
Ochelari de înot

- Ochelarii de înot sunt folosiți pentru protejarea ochilor de clorul din apă, cât și pentru o mai bună vizibilitate sub apă.
- Casca este purtată deoarece reduce [[rezistență la înaintare |rezistența la înaintareîî. Este confecționată din latex, silicon, spandex sau lycra.
- Costumul de înot competitional trebuie să fie ușor, să se potrivească  în mod corespunzător pe corp și să asigure o rezistență mică în apă.

Un numărul foarte mare de recorduri mondiale s-au stabilit într-un timp foarte scurt, ca urmare introducerii în ultimele decenii a echipamentului “hight tehnology”.

Polimeri și aliaje metalice, cum ar fi fibrele de carbon, nylon, fibre sintetice poliuretanice (elastan), sunt exemple de materiale utilizate pe scară largă în prezent la fabricarea costumelor de înot. În anul 2008 poliuretanul a apărut prima dată cu utilizarea unui nou costum de înot.

## Înotul sportiv în România
Evoluția înotului sportiv în România a fost legată de construcția bazinelor de înot. 

În anul 1880 s-a construit primul bazin în București, al Societății Tirul, de dimensiuni mici, 30/15 m, care avea și școală de înot.

Primul concurs s-a desfășurat în anul 1888 în cadrul serbării anuale a societății Tirul, concurs de înot dotat cu premii. În 1899 la Timișoara se înființează o secție de înot în cadrul clubului atletic. 

Ulterior au apărut centre de înot la Timișoara, Arad, Lugoj, Constanța.
În anul 1912, activitatea sportivă de înot se organizează în „Comisiunea de natație” și are loc prima ediție a concursului de fond pe Dunăre, între Măcin și Ghecet, pe o lungime de 13 km.
După primul război mondial înotul începe să se răspândească. Dezvoltarea este mai rapidă în Ardeal și Banat (Oradea, Cluj, Tg. Mureș, Arad, Timișoara). Întrecerile s-au desfășurat pe distanțe variate, 30, 60, 90, 300 m, în bazine de dimensiuni mici.
În anul 1922 apare un regulament la mai multe probe de concurs, iar în București ia ființă Clubul Nautic Bucureștean (CNB), ce cuprindea un număr de 123 de membri. 

Primul campionat național al României are loc în anul 1924 la Târgu Mureș, într-un bazin de 50 m lungime. 
În București în 1923, apare Clubul Nautic Floreasca, iar la Băile Felix se organizează Concursul Național de Înot ce cuprinde probe pe categorii de vârste.
În anul 1925 la Campionatele Europene de Natație de la Budapesta, România este reprezentată de 12 înotători din Oradea, Arad, Cluj și Tg. Mureș. 

O dată cu construirea unor noi bazine la Cluj, Galați, Craiova, Brăila, numărul competițiilor a luat amploare. Tot atunci vor lua naștere și primele asociații sportive cu secții de înot din București. 
Evenimentul deosebit al anului 1929 a fost darea în folosință a bazinului Kiseleff (azi Ștrandul Tineretului) din București. Prima competiție la care participă și femeile este legată de inaugurarea acestui bazin.
În 21 decembrie 1930, se constituie Federația Română de Înot sau Federația Română de Natație, care se afiliază la UFSR (Uniunea Federațiilor de Sport din România) în 1933. În 1940, Federația Română de Sporturi Nautice (FRSN) se unește cu Federația Română de Înot (FRI) formând Federația Română de Sporturi pe Apă (FRSA). 
În anul 1933 erau afiliate la federație 46 de cluburi, iar în 1938, 59 de cluburi cu aproximativ 3800 de înotători. Primul curs de instructori de înot s-a desfășurat în anul 1936. 
Din 1945, Campionatele Naționale s-au ținut anual, organizându-se 67 de ediții, majoritatea desfășurate în București. 

În această perioadă dintre cele mai importante evenimente sunt participarea primului înotător român la jocurile olimpice de la Helsinki din anul 1952 (Iosif Novac) și Al. Popescu primul finalist român la o competiție oficială, Melbourne 1956. 

Prima participare într-o finală olimpică, a avut loc la Moscova în 1980. 
După anul 1980, rezultatele înotătorilor români au fost cu mult superioare celorlalți ani.